# Čaka (okres Levice)
Čaka je obec na Slovensku ležící v okrese Levice v Nitranském kraji. Žije v ní 707 obyvatel.

## Historie
První písemná zmínka o vesnici pochází z roku 1287. Vesnice v ní byla uvedena pod názvem Cheke, později jsou doloženy tvary: Chekey (1339), Cžaka (1773), Čsaka (1786), Čaka, Čeka (1920), Čaka (1945), maďarsky Cseke. Oblast byla osídlena již v neolitu. Je zde významné archeologické naleziště (sídliště, pohřebiště, nálezy keramiky) od doby kamenné po dobu římskou. Podle množství nálezů a zvláště významné mohyly z mladší doby bronzové byla pojmenovaná čakanská kultura. Ve středověku vesnice patřila ostřihomskému arcibiskupství. Obyvatelé se tradičně živili zemědělstvím. V letech vesnice 1938 až 1945 patřila Maďarsku.

## Přírodní poměry
Obec leží v severovýchodní části Podunajské nížiny v nadmořské výšce kolem 190 metrů. Katastr je rovinatý, odlesněný, z půd převažuje hnědozem.

## Pamětihodnosti
- barokní římskokatolický kostel z roku 1769

## Osobnosti
- Martin Čulen – slovenský pedagog a spoluzakladatel Matice slovenské ve vsi působil v letech 1875 až 1894 a v ní i pohřbený.
- Vladimír Jedľovský – slovenský herec, narozený v obci v roce 1951